# مدفع M114 mm howitzer
مدفع الهاوتزر M114 تم تطويره واستخدامه من قِبل جيش الولايات المتحدة. أُنتج لأوّل مرة في عام 1942م، كقطعة مدفعية متوسطة، تحت تسمية 155 ملم من هاوتزر إم 1. واستُخدم من قِبل الجيش الأمريكي خلال الحرب العالمية الثانية، والحرب الكوريّة، وحرب فيتنام، قبل أن يحلّ محلّه مدفع هاوتزر M198.
واستُخدم من قِبل القوّات المسلّحة لكثير من الدّوَل. وفي بعض البلدان لا يزال مدفع M114A1 في الخدمة.

## تطوير
كانت هناك عربة جديدة قيد التطوير في معظم فترة الثلاثينات من القرن العشرين من طراز M-1918،155 مم من مدفع الهاوتزر، الذي كان عبارة عن رخصة فرنسية مبنية على الترخيص عام 1553 م حتى عام 1939 عندما تم إدراك أنها لم تكن كذلك. يبدو من المنطقي لوضع عربة جديدة تحت الهاوتزر المتقادمة. وهكذا بدأ التطوير من جديد مع عربة مصممة لاستخدامها إما مدفع هاوتزر عيار 155 ملم أو مدفع 4.7 بوصة (120 ملم).
تم الانتهاء من منه بحلول 15 مايو 1941 عندما تم توحيد Howitzer M1 على Carriage M1. وقد اختلف مدفع الهاوتزر نفسه عن النموذج الأقدم بواسطة طلقات من عيار 20 وآلية مقعرة جديدة.

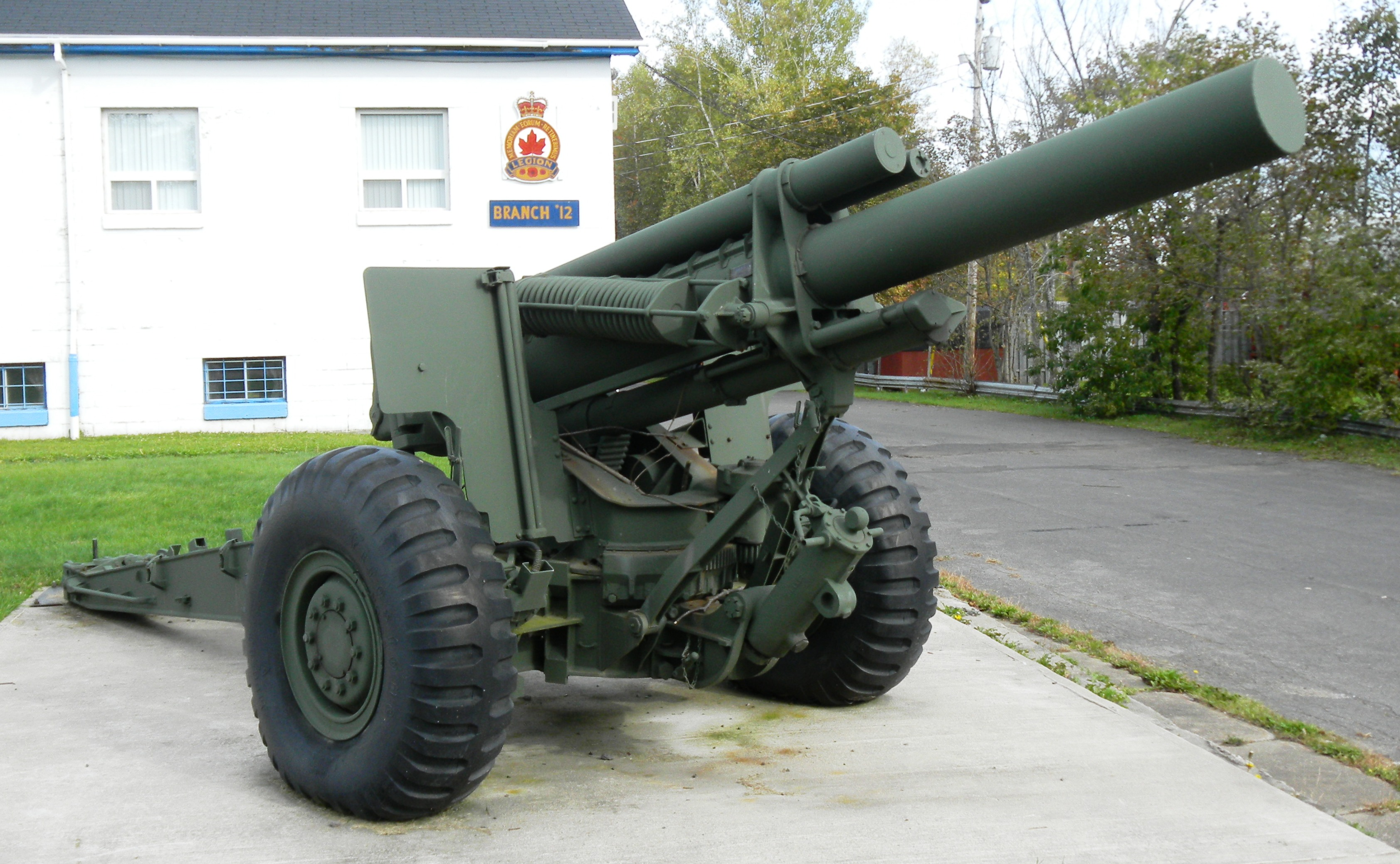
النوع مدفع-
البلد المنشأ الولايات المتحدة

| تاريخ الخدمة |
| --- |
| 1942-الأن |
| الحروب |
| الحرب العالمية الثانية الحرب الكورية حرب فيتنام الحرب الأهلية الكمبودية الحرب الأهلية اللاوسية الحرب الأهلية اللبنانية |